# Bảo tàng Thành phố Wrocław
Bảo tàng Thành phố Wrocław (tiếng Ba Lan: Muzeum Miejskie Wrocławia), viết tắt là MMW, là một bảo tàng có trụ sở chính tọa lạc tại số 14/15 phố Sukiennice, Wrocław, Ba Lan. Bảo tàng Thành phố Wrocław được thành lập vào ngày 1 tháng 1 năm 2000.

## Miêu tả
Bảo tàng Thành phố Wrocław có bảy chi nhánh và bố trí triển lãm bên trong năm tòa nhà lịch sử, bao gồm Kho vũ khí Thành phố, Tòa thị chính cũ, cánh phía nam trước đây và tòa nhà chính của Cung điện Hoàng gia, Nghĩa trang Do Thái cổ. Ngoại trừ chi nhánh bảo tàng ở Nghĩa trang Do Thái cổ nằm trên phố Ślężna, tất cả các chi nhánh còn lại đều nằm ngay trung tâm thành phố. Các chi nhánh của Bảo tàng Thành phố Wrocław bao gồm:
- Bảo tàng Khảo cổ học tại Kho vũ khí thành phố
- Bảo tàng Quân sự tại Kho vũ khí thành phố
- Bảo tàng Lịch sử tại Cung điện Hoàng gia
- Bảo tàng Nghệ thuật kim loại tại Cung điện Hoàng gia
- Bảo tàng Nhà hát Henryk Tomaszewski
- Bảo tàng Nghệ thuật Burgher tại Tòa thị chính cổ
- Bảo tàng Nghệ thuật Nghĩa trang - Nghĩa trang Do Thái cổ

Chi nhánh mới nhất của MMW là Bảo tàng Nhà hát Henryk Tomaszewski. Lễ khai trương chi nhánh này diễn ra vào năm 2017.